# コマコマ
『コマコマ』（KOMA KOMA）は、米林昇輝による日本の漫画作品。将棋をテーマとしている。『週刊少年マガジン』（講談社）において2005年第36・37号から2006年第10号まで連載された。単行本は「講談社コミックス」で全3巻が発売された。棋友館が協力。

## あらすじ
荻斗中に通う綾部樹（あやべ たちき）は自己中心的な性格の持ち主。ある日、偶然聖一（せいいち）と出会い、将棋を通じて成長していく。

## 登場人物
綾部樹（あやべ たちき）
本作の主人公。学校一の問題児。中学1年生。女子の母性本能をくすぐるルックスの持ち主。記憶力が長けている。お金がかかると強くなる（小学校時代オセロ大会で優勝した経験あり）本人曰く、父ちゃん飲んだくれで、かあちゃん居ねー。聖一との出会いを機に将棋を指すようになる。作者の妹がモデル。
針生聖一（はりう せいいち）
奨励会員。プロ棋士の道を挫折しかけていた時に樹と出会い、再び駒を握るようになる。後にプロ棋士になる。作者がモデル。
針生玲奈（はりう れいな）
聖一の妹で樹のクラスメート。将棋バカの兄と問題児に囲まれながら、ツッコミをこなすヒロイン。
美里政二郎（みさと せいじろう）
プロ棋士。樹、聖一の師匠。

## 豆知識
単行本最終巻に番外編『一手に道は通ずる』が加筆されている。聖一が夢の中でナツキと出会い、角落ちで負かされてしまう。樹の面影があるナツキは実は将棋の神様だったというストーリー。『将棋世界』2007年3月号にて、連載記事『イメージと読みの将棋観』（鈴木宏彦）内で『角落ちで神様に勝てるか?』というテーマが掲載され、本エピソードを思い起こすところがある。
最終回で二歩をしていた(単行本では修正されている)。